# Jean-Pierre Dopagne
Pour les articles homonymes, voir Dopagne.
Œuvres principales
L’Enseigneur
Jean-Pierre Dopagne, né en 1952 à Namur en Belgique est un dramaturge et adaptateur de pièce de théâtre belge, principalement connu pour son monologue L’Enseigneur, renommé en Prof ! en France.

## Publications
- La Demoiselle, Carnières, Belgique, Éditions Lansman, 2003, 36 p.  (ISBN 2-87282-408-1)
- L’Enseigneur, Carnières, Belgique, Éditions Lansman, 2006, 54 p.  (ISBN 2-87282-544-4)
- Adrien, Carnières, Belgique, Éditions Lansman, 2007, 80 p.  (ISBN 978-2-87282-585-1)
- Les Fines Bouches, Manage, Belgique, Éditions Lansman, 2007, 48 p.  (ISBN 978-2-87282-607-0)
- Prof !, Carnières, Belgique, Éditions Lansman, 2007, 48 p.  (ISBN 978-2-87282-617-9)
- Rue des Dames, Carnières, Belgique, Éditions Lansman, 2008, 36 p.  (ISBN 978-2-87282-643-8)
- L’Envoûtement, Carnières, Belgique, Éditions Lansman, 2009, 64 p.  (ISBN 978-2-87282-711-4)
- Le Vieil Homme rangé, Carnières, Belgique, Éditions Lansman, 2013, 56 p.  (ISBN 978-2-87282-927-9)
- L' école est finie !, Carnières, Belgique, Éditions Lansman, 2014, 38 p.  (ISBN 978-2-8071-0007-7)
- J’ai faim, Manage, Belgique, Éditions Lansman, 2017, 90 p.  (ISBN 978-2-8071-0134-0)